# I. Károly orléans-i herceg
I. Károly orléans-i herceg (Párizs, 1394. november 24. – Amboise, 1465. január 5.) I. Lajos orléans-i herceg és Visconti Valentina milánói hercegnő fia. Korának egyik leghíresebb lírikus költője.

## Élete
A herceg 14 éves volt, amikor apját egy merényletben meggyilkolták, s megörökölte annak címeit: Valois hercege, Beaumont-sur-Oise és Blois grófja, valamint Coucy ura.
Élete során háromszor nősült, első felesége Valois Izabella volt, tőle egy leánya született, Johanna, aki 1424-ben Blois tartományában nőül ment II. (Alençon) Jánoshoz.
Második neje Armagnac-i Bonne grófkisasszony volt, VII. Bernát, Armagnac grófjának lánya, akit 1410-ben vett feleségül. Tőle nem született gyermeke Károlynak, s az asszony korán meghalt, özvegyen hagyva férjét.
Harmadszorra Klevei Mária orléans-i hercegnét, I. Adolf klevei herceg lányát vezette oltár elé 1440-ben, Saint-Omer városában, aki három gyermekkel ajándékozta meg hitvesét:
- Mária (1457–1493), Foix János navarrai királyi herceg felesége
- Lajos (1462–1515), a későbbi XII. Lajos francia király
- Anna (1464–1491), Fontevrault és Poitiers zárdafőnöknője.

Károly 1465. január 5-én hunyt el Amboise városában, s a franciaországi Saint-Denis-székesegyházban helyezték végső nyugalomra. A hercegi székben egyetlen fia, Lajos követte.

## Magyarul megjelent művei
- Rondel In: (szerk.) Trencsényi-Waldapfel Imre: Világirodalmi antológia II., Tankönyvkiadó Vállalat, Budapest, 1955, 208. o.
- Ballada a békéről In: (szerk.) Trencsényi-Waldapfel Imre: Világirodalmi antológia II., Tankönyvkiadó Vállalat, Budapest, 1955, 208. o.
- Dalok, rondók, balladák; vál., előszó, jegyz. Baranyi Ferenc, ford. Baranyi Ferenc et al.; Nemzeti   Tankönyvkiadó, Bp., 1994 (Felfedezett klasszikusok)